# آشچی‌اوزک
آشچی‌اوزک (انگلیسی: Ashchyozek) یک رودخانه در استان قزاقستان غربی کشور قزاقستان است.